# پیت (دیزنی)
پیت (به انگلیسی:Pete) یکی از شخصیت‌های کارتونی انیمیشن‌های والت دیزنی است. این شخصیت توسط والت دیزنی و آب آیورکس در سال ۱۹۲۵ خلق شد. در داستان های امروزی او به کلاربل علاقه مند است. اما کلاربل گوفی را دوست دارد.